# 山田陸槌

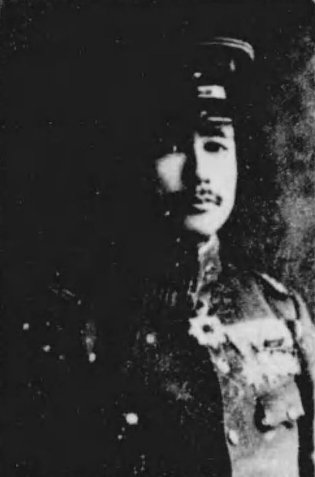
山田陸槌

山田 陸槌（やまだ りくつい、1869年10月1日（明治2年8月26日） - 1940年2月10日）は、日本の陸軍軍人。最終階級は陸軍中将。

## 経歴
福岡県出身。1890年（明治23年）7月、陸軍士官学校（1期）を卒業、 1890年（明治23年）7月29日の官報によると、陸軍士官学校第1期を工兵科2番/8名で卒業している。翌年3月、工兵少尉任官。1899年（明治32年）12月、陸軍大学校（13期）を卒業。参謀本部勤務となる。
1905年（明治38年）4月、東宮武官に就任。1909年（明治42年）5月、参謀本部通信課長に転じ、1910年（明治43年）10月、工兵大佐に昇進した。1913年（大正2年）3月、鉄道連隊長となり、1914年（大正3年）8月、臨時鉄道連隊長に発令され青島の戦いに出征。1915年（大正4年）2月、青島守備軍参謀に転じた。同年8月、陸軍少将に進級し舞鶴要塞司令官に着任。
1917年（大正6年）8月、台湾総督府陸軍部参謀長に就任。1918年（大正7年）8月、交通兵団長に転じ、近衛師団司令部付を経て、1919年（大正8年）7月、陸軍中将に進み工兵監に就任。1921年（大正10年）6月、第5師団長に親補された。1923年（大正12年）8月、待命となり、同年9月、予備役に編入された。

## 栄典
位階
- 1892年（明治25年）2月3日 - 正八位[1]
- 1902年（明治35年）3月31日 - 従六位[2]
- 1919年（大正8年）9月10日 - 従四位[3]
- 1921年（大正10年）9月30日 - 正四位[4]

勲章等
- 1902年（明治35年）11月29日 - 勲五等瑞宝章[5]
- 1915年（大正4年）11月7日 - 功三級金鵄勲章・大正三四年従軍記章[6]
- 1919年（大正8年）12月15日 - 戦捷記章[7]
- 1920年（大正9年）11月1日 - 旭日重光章・大正三年乃至九年戦役従軍記章[8]
- 1922年（大正11年）8月29日 - 勲一等瑞宝章[9]

## 著作
- 『応用帥兵術』軍需商会、1907年。
- 『交通学講授録』陸軍大学校将校集会所、1907年。

## 親族
- 娘婿 山本茂一郎（陸軍少将）
- 三女の隆子は八木商店社長の八木泰吉と結婚[10]。泰吉の父は同社創業者の八木与三郎、兄は政治家の八木幸吉。